# ريتشارد بي. بلاند
ريتشارد بي. بلاند هو محامي وسياسي أمريكي، ولد في 19 أغسطس 1835 في هارتفورد في الولايات المتحدة، وتوفي في 15 يونيو 1899 في ليبانون في الولايات المتحدة. نشط حزبياً في الحزب الديمقراطي. وقد انتخب عضو مجلس النواب الأمريكي ‏.